# Jens Hørsving
Jens Hørsving (født 1969 i København) er komponist og arbejder i området mellem ny klassisk elektroakustisk partiturmusik og electronica. Desuden er han lydtekniker/producer.

## Hæder
- 1997 Statens Kunstfonds 3-årige arbejdslegat.
- 2002 Wilhelm Hansen Komponistpris.